# История диджеев
«История диджеев» (англ. Last Night a DJ Saved My Life, рус. Прошлой ночью диджей спас мою жизнь; 1999, рус. перевод 2007) — книга английских журналистов Фрэнка Броутона и Билла Брюстера, рассказывающая о столетней истории диджейства и развитии популярной музыки. На английском языке книга выдержала три переиздания (последнее было в 2006 году, дополненное и расширенное), на русском языке вышел перевод второго издания, изначально опубликованном на английском языке в 2001 году. В книге рассказывается о развитии всех танцевальных жанров — от джаза и рок-н-ролла до диско, хауса и техно. Англоязычное название книги было позаимствовано у диско-песни Indeep «Last Night a DJ Saved My Life».
На протяжении всей книги Брюстер и Броутон отслеживают ту роль, которую играл диджей на протяжении всего XX века. Авторы исходят из идеи о том, что диджей долго время являлся неизвестным героем в популярной музыке. Исследуя ту роль, которую оказывал диджей на популярную культуру, авторы рассказывают о взлете и падении различных музыкальных жанров и молодёжных субкультур.
Может рассматриваться как первый в мире учебником по истории диджейства, официальной истории диджеев.
В книге имеется цифровой фактологический материал, доказывающий ряд утверждений (о слове «рок‑н‑ролл», распространения музыки чёрных, происхождении хип-хоп и др.).
В 2006 году британская газета The Observer включила эту книгу в список лучших книг о музыке и поставила её на 45-е место. В 2012 году онлайн-журнал Fact включил «Историю диджеев» в число десяти лучших книг об электронной музыке.
В 2020 году в издательстве «Белое яблоко» вышло максимально полное издание, с новым переводом, всеми дополнительными главами, примечаниями, плейлистами и фотографиями. Это издание получило подзаголовок «Самое полное издание».

## История
Авторами книги являются журналисты и диджеи-любители Билл Брюстер и Фрэнк Броутон. Идея написать историю диджейства пришла им в голову ещё в 1994 году в Нью-Йорке. Поначалу они хотели написать историю нью-йоркской диско-сцены, но благодаря стараниям редактора Дуга Янга из издательства Headline, идея была основательно расширена, и в 1999 году было выпущено первое издание книги. Затем последовали ещё два издания, каждое из которых дополняли и расширяли тематику книги. Последнее, третье по счету, в котором было добавлено сто страниц и несколько новых глав издание на английском языке вышло в 2006 году в издательстве Headline. 
На русском языке, в издательстве «Ультра Культура» в 2007 году был выпущен перевод первого издания книги под названием «История диджеев». В 2020 году на русском языке издательством "Белое яблоко" было выпущено максимально полное издание в новом переводе, которое содержит все дополнительные главы, библиографию, плейлисты и многое другое.

## Структура
Начало книги состоит из рассуждений о профессии диск-жокея вообще, первых мелодиях.
Намерением авторов было написать биографию диск-жокея (как главной фигуры танцевальной музыки), эволюции сути его работы и танцевальной музыки как таковой. В книге рассматриваются несколько социокультурных теорий, имеются сборка занятных историй.